# کریستیان بوسوس
کریستیان بوسوس (فرانسوی: Christian Boussus‎; ۵ مارس ۱۹۰۸ – اوت ۲۰۰۳) یک تنیس‌باز اهل فرانسه بود.